# 金寿山
金寿山（1912年—1983年），男，浙江绍兴人，中国中医内科学家，曾任上海中医学院副院长、教授。